# Robert Gaszyński
Robert Jarosław Gaszyński (ur. 19 listopada 1961 w Białymstoku) – polski piłkarz, grający na pozycji bramkarza.
Karierę rozpoczynał w Gwardii Białystok, z której trafił do Wisły Kraków.  Równolegle z graniem w piłkę nożną  studiował na Akademii Górniczo-Hutniczej im. Stanisława Staszica w Krakowie. W barwach krakowskiego zespołu grał przez 11 sezonów, w tym 8 w Ekstraklasie. Zagrał na tym szczeblu 42 spotkania.
W 1980 roku z reprezentacją Polski U-18, zdobył wicemistrzostwo Europy.
Od 1 stycznia do 18 grudnia 2015 roku prezes zarządu Wisły Kraków S.A.